# 康納利斯·西撒爾
康納利斯·西撒爾（荷蘭語：Cornelis Caesar；1610年—1657年10月5日），荷蘭商人、荷蘭東印度公司官員，曾任台灣荷蘭統治時期第11任台灣長官，任期1653年至1656年。

## 早年生涯
加入荷蘭東印度公司後，西撒爾於1629年在巴達維亞開始任職。在亞洲，他先後於交趾支那、平戶，以及大員（荷屬福爾摩沙行政中心所在地）工作。1641年，他辭去在荷屬福爾摩沙的職務前往平戶，但遭逢德川幕府強制荷蘭東印度公司將貿易根據地遷至出島。此後，他返回福爾摩沙，然後又前往日本；在日本，他被下令對當時被西班牙控制的呂宋西岸採取軍事行動。1647年，他請求休假並獲批准，然後返回荷蘭。

## 臺灣長官
1651年，他再度來到亞洲，進駐巴達維亞。西撒爾於1653年，在新任長官的支持下，接任尼可拉斯·費爾勃格的台灣長官之職。5月24日就任第11任長官。1656年6月30日，由末代長官揆一接任。西撒爾返回巴達維亞，並於1657年10月5日死於當地。

## 腳註
1. ↑  Andrade, Appendix B.
2. 1 2 3 4 5  Nieuw Nederlandsch biografisch woordenboek, p. 239.